# Ernst Ebeling (Architekt)

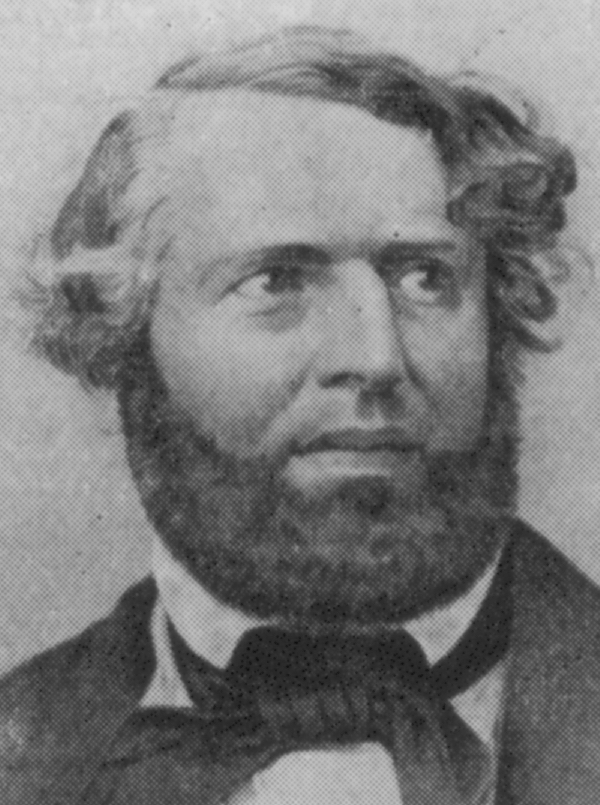
Ernst Ebeling

Ernst Friedrich Hieronymus Ebeling (* 29. Oktober 1804 in Hannover; † 12. September 1851 ebenda) war ein deutscher Architekt und hannoverscher Baubeamter. 1845 wurde er zum Bauinspektor ernannt und 1850 zum Kriegsbaumeister.

## Leben

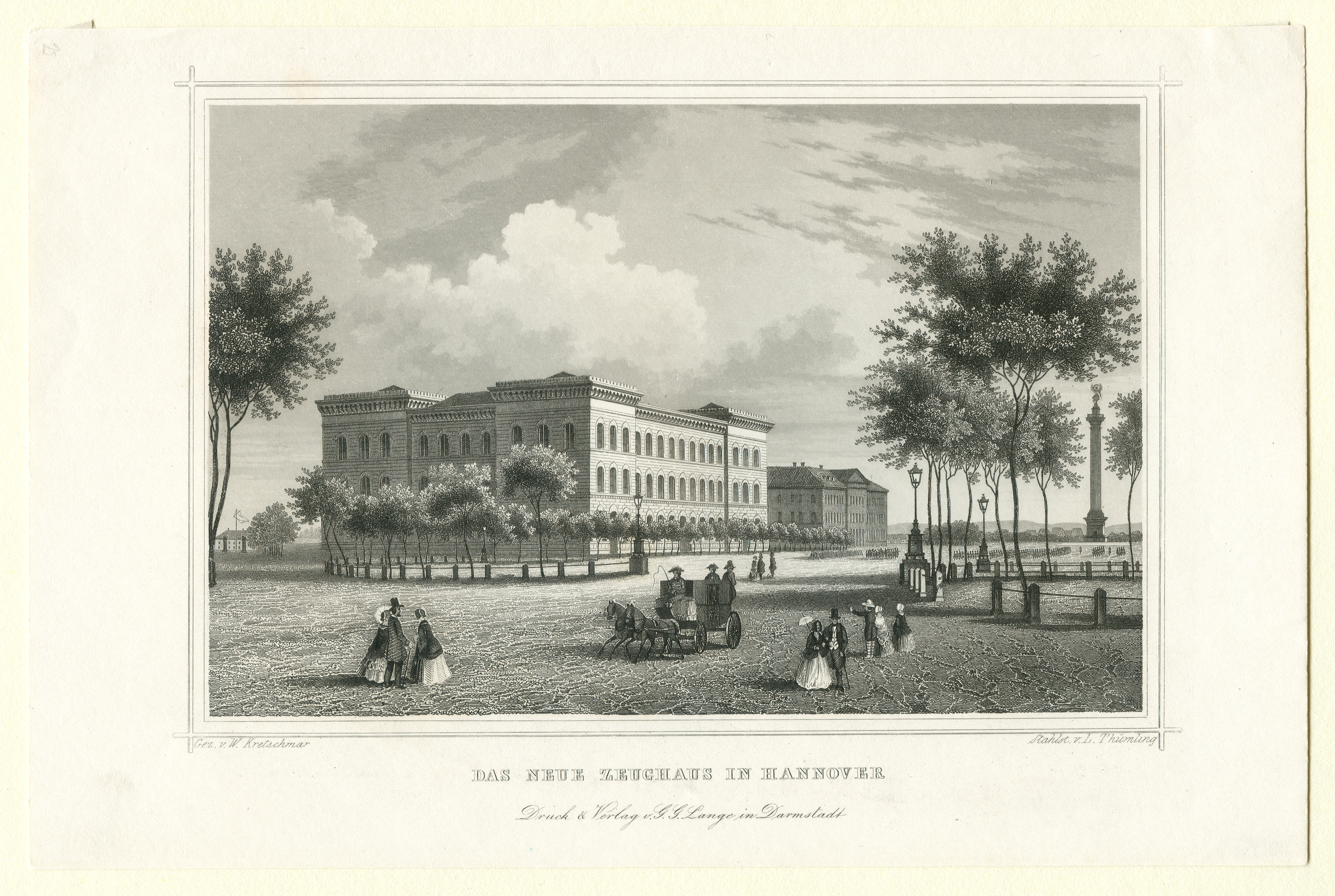
Das Zeughaus am Waterlooplatz um 1850;
Stahlstich von Thümling nach Kretschmer

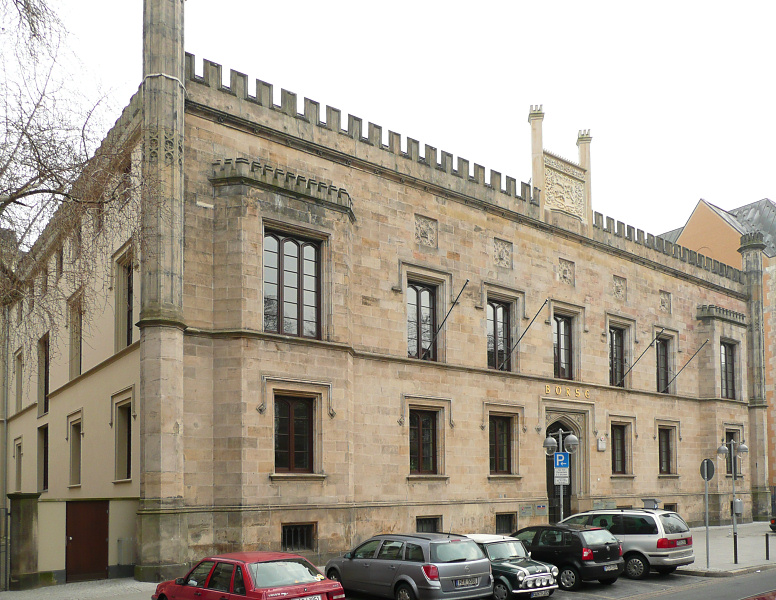
Sitz der Calenberg-Grubenhagenschen Landschaft in Hannover

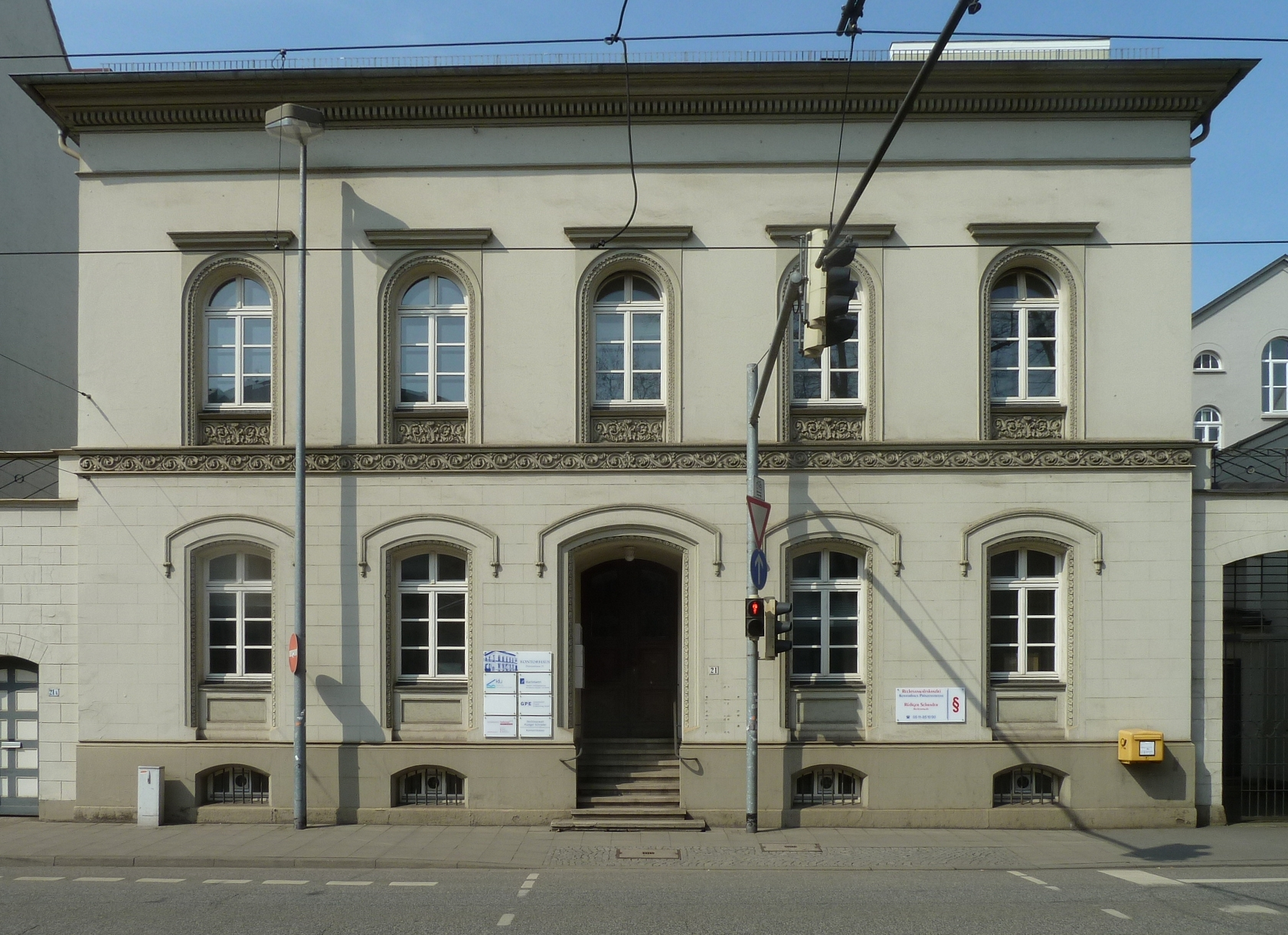
Für Generaldirektor Carl Albrecht bis 1848 errichtetes Wohnhaus Prinzenstraße 21

Ebeling widmete sich in Hannover der Baukunst unter dem Hofbaurat Diedrich Christian Ludwig Witting, bildete sich dann ab 1823 in Karlsruhe unter Friedrich Weinbrenner († 1826) weiter aus und unternahm nach dessen Tod eine Studienreise nach Italien (Oktober 1826 bis Mai 1828 in Rom).
1828 kehrte er nach Hannover zurück und wirkte ab Frühjahr 1829 als Architekt für Militärbauten und erster Lehrer der Architektur an der 1831 gegründeten Höheren Gewerbeschule. Nach dem Ausbruch der Cholera an der preußisch-russischen Grenze nahm er zusammen mit dem Leibchirurg Georg Philipp Holscher die dortigen Kontumaz-Anstalten in Augenschein und errichtete eine solche Anstalt in Damnatz an der Elbe. Er unternahm weitere Reisen nach Sankt Petersburg im September 1832 zur Aufstellung der Alexandersäule, England und 1843 abermals nach Italien. Seine ersten Versuche, den florentinischen Palaststil des Filippo Brunelleschi und Benedetto da Maiano sowie die englische Gotik in Hannover zu etablieren, waren noch erfolglos. Nach dem Vorbild des Palastes Riccardi baute er in Hannover 1835–1837 die Polytechnische Schule, gleichfalls im florentinischen Stil das Zeughaus am Waterlooplatz (1849 vollendet), das Kadettenhaus, das Provinziallandtagsgebäude im englisch-gotischen Stil und eine Reihe von Privatgebäuden. 1846 errichtete er in der Rathenaustraße 2 das Haus der Calenberg-Grubenhagenschen Landschaft (spätere Börse). 1850 errichtete er sein eigenes Haus in der Landschaftstraße 7. Er war Mitbegründer des Architekten- und Ingenieur-Vereins Hannover.
Sein Nachfolger wurde Heinrich Ludwig Debo.

## Schriften
- Wanderung durch Pompeji. In: Hannoversches Magazin, 1831.

## Sonstiges
- Lehrerkollegium der Polytechnischen Schule in Hannover, Lithografie (um 1850) im Niedersächsischen Hauptstaatsarchiv Hannover, BigS, Nr. 08427